# Лиляк
 Тази статия е за селото в България.  За семейната група вижте Лилиак.  
Лиляк е село в Североизточна България. То се намира в община Търговище, област Търговище.
Град Търговище е едва на около 7км от селото, което създава изключителни удобства за битието на лилякчани.
Жителите разделят селото на 6 части, които служат за ориентир:
1. Началото на селото (към Шевкоп-а)
2. Център
3. Дере махала
4. Горна махала
5. Към църквата
6. Края на селото (към стопанството)

## География
Селото е разположено в красива долина. На север от селото се намира Лилякското плато, наричано от лилякчани „Стайка“. От името на платото се подразбира, че то носи името си именно от село Лиляк.
На юг от селото има невероятен изглед към Преславската планина, която е част от Предбалкана.
През най-ниските части на селото минава приток на река Врана.
Климатът е умерено-континентален със сравнително студена зима и топло лято.
На 5км западно от селото се намира Лилешки язовир, а на още 3км в същата посока, е язовир Пресиян.

## История
Документално селото е съществувало още по времето на Второто българско царство, като първото му име е Чикендин, с което по-късно е записано и в османските данъчни регистри и което носи до 11 ноември 1934, когато е преименувано на Лиляк.
Счита се, че първоначално селото се е намирало по̀ на север, но след османското нашествие се е преместило в подножието на Стара Планина.

## Битие
Лилякчани са трудолюбиво общество. Така всеки намира начини да изкарва прехраната си с честен труд.
Земеделие и Животновъдство: Лилякчани са стари земеделци и животновъди. Отглеждат растителни култури и животни.
Билкарство: Също така лилякчани са и стари билкари. В селото има няколко билкозаготвители, които изкупуват събираните от жителите сезонни билки. Основно се събират липов цвят и орехи.
Работа в града: В селото живеят всякакви възрастови групи. Близостта до гр.Търговище позволява част от хората в работоспособна възраст да упражняват труда си в града.

## Транспорт
- Селото се обслужва от градски транспорт - Автобусна линия №13

Търговище - Лиляк - Търговище:
Автобусна линия №13 | Градски транспорт, разписания – GradskiTransport.com
Търговище (ул. В. Левски – ул. Кюстенджа – ул. Паисий – бул. М. Андрей – бул. Ал. Стамбол – кв. Запад 3) – Чокя – Помпена – Лиляк
Делник – от 1 януари до 30 юни / 1 септември до 31 декември
Курсове от ЖП Гара: 07:00, 12:00, 17:30
от ул. В. Левски: 06:00, 08:00, 09:00, 10:00, 11:00, 13:00, 14:00, 15:00, 16:00, 18:30, 19:30
от Лиляк: 06:30, 07:30, 08:30, 09:30, 10:30, 11:30, 12:30, 13:30, 14:30, 15:30, 16:30, 18:00, 19:00, 20:00
Делник – от 1 юли до 31 август
Курсове от ЖП Гара: 07:00, 12:00, 17:30
от ул. В. Левски: 06:00, 08:00, 09:30, 14:30, 16:00, 19:30
от Лиляк: 06:30, 07:30, 08:30, 10:00, 12:30, 15:00, 16:30, 18:00, 20:00
Празник – целогодишно
Курсове от ЖП Гара: 07:00, 12:00, 17:30
от ул. В. Левски: 10:00, 16:00, 19:00
от Лиляк: 07:30, 10:30, 12:30, 16:30, 18:00, 19:30
- Таксиметровите услуги от гр. Търговище до с. Лиляк възлизат на 10 - 12лв (към 2023 година).

- Пътят от Търговище до Лиляк минава през централната част на селото и продължава западно от него, като същият прави връзка през три коридора до гр. Омуртаг и през един до гр. Попово.

За гр.Омуртаг:
1-ви коридор: гр.Търговище, с.Лиляк, с.Пайдушко, с.Божурка, с.Козма Презвитер, с.Беломорци, гр.Омуртаг. (пътят след село Божурка води до Т-образно кръстовище, което е главен път Е772 (Варна-София). Завивайки наляво от Т-образното кръстовище, пътят води отново до гр.Търговище, през "Боаза", минавайки покрай разклон за село Пролаз и с.Вардун. А завивайки надясно продължава към гр.Омуртаг и съответно към София.
По склоновете на "Боаза" често стават транспортни произшествия. И когато този главен път се налага да бъде затварян, трафикът се отбива именно през 1-ви коридор. Лилякчани са от първите, които разбират, че в "Боаза" е станала катастрофа, защото трафикът през селото се засилва.
2-ри коридор: гр.Търговище, с.Лиляк, с.Пресиян (или през с.Александрово), с.Горна Кабда, с.Долна Кабда, с.Конак, с.Моравка, с. Горна Хубавка, гр.Омуртаг. (след с.Конак има разклон за с.Любичево; преди с.Моравка има разклон за с.Трескавец, а след с.Моравка има разклон за с.Долна Хубавка).
3-ти коридор: гр.Търговище, с.Лиляк, с.Пресиян, с.Цветница, с.Китино, с.Горна Хубавка, гр.Омуртаг
Дължината на пътя от с.Лиляк до гр.Омуртаг е:
- през гр.Търговище (Боаза) - 27,5км.

- през 1-ви коридор - 19,5км.
- през 2-ри коридор - 45,5км.
- през 3-ти коридор - 25,5км.

За гр.Попово:
гр.Търговище, с.Лиляк, с.Александрово, с.Горна Кабда, с.Долна Кабда, с.Априлово, с.Светлен, гр.Попово.
Дължината на пътя от с.Лиляк до гр.Попово е:
- през гр.Търговище - 40км.
- през с.Априлово - 31км.

Някога през селото е минавала автобусна линия - Търговище-Попово-Търговище.

## Население
Численост на населението според преброяванията през годините:
| \| Година на преброяване \| Численост \| \| --------------------- \| --------- \| \| 1934 \| 2078 \| \| 1946 \| 1720 \| \| 1956 \| 1510 \| \| 1965 \| 1505 \| \| 1975 \| 1517 \| \| 1985 \| 1359 \| \| 1992 \| 1360 \| \| 2001 \| 1259 \| \| 2011 \| 1044 \| \| 2021 \| 843 \| |           |
| Година на преброяване | Численост |
| 1934 | 2078      |
| 1946 | 1720      |
| 1956 | 1510      |
| 1965 | 1505      |
| 1975 | 1517      |
| 1985 | 1359      |
| 1992 | 1360      |
| 2001 | 1259      |
| 2011 | 1044      |
| 2021 | 843       |

### Етнически състав
В селото съжителстват етнически българи, турци и цигани. Всички те са в мирни отношения помежду си, помагат си и взаимно толерират етническата си принадлежност и вяра.
Преброяване на населението през 2011г.
Численост и дял на етническите групи според преброяването на населението през 2011 г.:
|                     | Численост | Дял (в %) |
| Общо                | 1044      | 100.00    |
| Българи             | 415       | 39.75     |
| Турци               | 163       | 15.61     |
| Цигани              | 407       | 38.98     |
| Други               | 0         | 0.00      |
| Не се самоопределят | 9         | 0.86      |
| Неотговорили        | 50        | 4.78      |

Преброяване на населението през 2022г. отчита 1347 души.

## Образование и Култура
- ОУ „Христо Ботев“ - училище, открито през 1865 година.
- Народно читалище „Михаил Донев“ – намира се в центъра на селото и носи името на местен партизанин.

- ЦДГ „Детска радост“ – целодневна детска градина.
- Левски (Лиляк) - футболен клуб, състезаващ се в ОФГ Търговище.

## Паметници
В центъра на селото има два паметника в чест на загиналите в Руско-турската освободителна война, Балканската война, Първата световна война и Втората световна война.

## Археология

#### Селищна могила
През 1928 г. в землището на Лиляк е открита селищна могила от халколита, с диаметър 60 м и височина 4 м, разположена западно от селото, на брега на приток на река Врана.
На 50 м западно от селищната могила, Димитър Овчаров провежда археологически разкопки, където се разкрива енеолитен некропол, от който са проучени 5 гроба.
Непосредствено южно от могилата пък е разкрито селище от неолита.

#### КрепостСтайка
На 2.5км североизточно по права линия от центъра на село Лиляк се намира крепостта Стайка. Разположена е на 362м. над. височина, върху източния край на Лилякското плато. Има формата на полуелипса с площ около 2.5-3 дка. От югоизточната страна се спускат стръмни, почти отвесни скални склонове, а от запад е равна площ.
От тази достъпна страна е издълбан ров с ширина от 4.5-10м и дълбочина от 1м. По ръба на скалата и зад рова личат останки от крепостен зид, сега затрупан и обезличен. Целият терен зает от Стайка е покрит с гъста гора и не се намират находки, въз основа на които да се датира обекта.

#### Крепост Кота 371.8
Крепост или укрепено селище Кота 371.8 се е намирало в местността „Стайка“, на 1.14км североизточно по права линия от центъра на село Лиляк. Разположена е върху западния край на Лилякското плато, на което е построена и другата крепост при село Лиляк. От тази страна платото е с отвесен склон от юг и запад и стръмен от север. Обектът е най-достъпен от изток по платото. Цялата му територия в момента се обработва.
От изток на Кота 371.8 е имало дъгообразна, защитна линия, която в момента е унищожена. От сателитна снимка се вижда, че нейната широчина е била 30-45м. Вероятно се е състояла от ров с бегма до него и крепостна стена или вал, или вал с палисада върху него. Защитеното пространство е с неправилна форма, издължена в посока изток- запад, която е продиктувана от конфигурацията на терена. Максималните размери са 263х130м. По ръба на височината е възможно все още да има запазени останки от крепостен зид.

## Защитено жилище
През 2008г. в селото е открито "Защитено жилище за лица с умствена изостаналост", където към 2023г. съжителстват 8 пълнолетни лица в среда, близка до семейната. Инициатор за създаването на защитеното жилище е председателят на Сдружение „Закрила, Обич и Вяра" - Диана Маринова.

## Религия
В селото има два религиозни храма:
- Джамия
- Църква „Света Троица“ - построена през 1936 година.

Джамията се намира на около 200м южно от центъра (в Дере махала), а църквата на около 500м западно.